# TM péri-urbain
Le TM péri-urbain est un réseau d'autobus reliant la ville de Montauban et les communes du Grand Montauban, exploité par la SEMTM (faisant partie du groupe Transdev).
Elles ne circulent qu'au rythme d'un aller-retour quotidien : il s'agit en fait de lignes de transports scolaires, ouvertes à tous, et qui desservent en plus des établissements scolaires, des arrêts du réseau urbain sur leur trajet. Avant 2018, le réseau était appelé Moustik et transportait uniquement les usagers des transports scolaires. Le réseau de bus péri-urbain est complété par des bus de transports à la demande.

## Les lignes

### Lignes péri-urbaines régulières
En septembre 2018, des lignes péri-urbaines font leur apparition dans l'agglomération montalbanaise. Elles ne circulent qu'au rythme d'un aller-retour quotidien : il s'agit en fait de lignes de transports scolaires, ouvertes à tous, et qui desservent en plus des établissements scolaires, des arrêts du réseau urbain sur leur trajet.
Lignes 20 à 29
| Ligne | Caractéristiques | Caractéristiques                                                         | Caractéristiques                                                         | Caractéristiques                                                         | Caractéristiques                                                         | Caractéristiques                                                         | Caractéristiques                                                         | Caractéristiques                                                         | Caractéristiques                                                         |
| 21    | Montauban — Jean Jaurès ⥋ Montbeton — Marsau | Montauban — Jean Jaurès ⥋ Montbeton — Marsau                             | Montauban — Jean Jaurès ⥋ Montbeton — Marsau                             | Montauban — Jean Jaurès ⥋ Montbeton — Marsau                             | Montauban — Jean Jaurès ⥋ Montbeton — Marsau                             | Montauban — Jean Jaurès ⥋ Montbeton — Marsau                             | Montauban — Jean Jaurès ⥋ Montbeton — Marsau                             | Montauban — Jean Jaurès ⥋ Montbeton — Marsau                             | Montauban — Jean Jaurès ⥋ Montbeton — Marsau                             |
| ----- | --- | ------------------------------------------------------------------------ | ------------------------------------------------------------------------ | ------------------------------------------------------------------------ | ------------------------------------------------------------------------ | ------------------------------------------------------------------------ | ------------------------------------------------------------------------ | ------------------------------------------------------------------------ | ------------------------------------------------------------------------ |
| 21    | Ouverture / Fermeture 3 septembre 2018 / — | Longueur —                                                               | Durée 40 min                                                             | Nb. d’arrêts 24                                                          | Matériel —                                                               | Jours de fonctionnement L, Ma, Me, J, V                                  | Jour / Soir / Nuit / Fêtes O / N / N / N                                 | Voy. / an —                                                              | Dépôt —                                                                  |
| 21    | Desserte : - Villes et lieux desservis : Montauban (Jean Jaurès, Les Pruniers, Les Pères), Montbeton (Centre Commercial, Médiathèque, Croix de Ségaud, Rosiers, Figuery, Route d'Escatalens, Chemin de Rougets). |                                                                          |                                                                          |                                                                          |                                                                          |                                                                          |                                                                          |                                                                          |                                                                          |
| 21    | Autre : - Amplitudes horaires : La ligne circule du lundi au vendredi de 6h40 à 19h05. - Fréquence de passage : La ligne compte un aller le matin et deux retours le soir, sauf le mercredi un seul à la mi-journée. - Date de dernière mise à jour : 5 janvier 2019. |                                                                          |                                                                          |                                                                          |                                                                          |                                                                          |                                                                          |                                                                          |                                                                          |
| 21    | Dernière actualisation : — |                                                                          |                                                                          |                                                                          |                                                                          |                                                                          |                                                                          |                                                                          |                                                                          |
| 22    | Montauban — Jean Jaurès ↔ Montbeton ⥋ Lacourt-Saint-Pierre — Marronniers | Montauban — Jean Jaurès ↔ Montbeton ⥋ Lacourt-Saint-Pierre — Marronniers | Montauban — Jean Jaurès ↔ Montbeton ⥋ Lacourt-Saint-Pierre — Marronniers | Montauban — Jean Jaurès ↔ Montbeton ⥋ Lacourt-Saint-Pierre — Marronniers | Montauban — Jean Jaurès ↔ Montbeton ⥋ Lacourt-Saint-Pierre — Marronniers | Montauban — Jean Jaurès ↔ Montbeton ⥋ Lacourt-Saint-Pierre — Marronniers | Montauban — Jean Jaurès ↔ Montbeton ⥋ Lacourt-Saint-Pierre — Marronniers | Montauban — Jean Jaurès ↔ Montbeton ⥋ Lacourt-Saint-Pierre — Marronniers | Montauban — Jean Jaurès ↔ Montbeton ⥋ Lacourt-Saint-Pierre — Marronniers |
| 22    | Ouverture / Fermeture 3 septembre 2018 / — | Longueur —                                                               | Durée 40 min                                                             | Nb. d’arrêts 14                                                          | Matériel —                                                               | Jours de fonctionnement L, Ma, Me, J, V                                  | Jour / Soir / Nuit / Fêtes O / N / N / N                                 | Voy. / an —                                                              | Dépôt —                                                                  |
| 22    | Desserte : - Villes et lieux desservis : Montauban (Jean Jaurès), Montbeton (Centre Commercial, Terrain Militaire, Croix de l'Agneau, Marsau, Langres), Lacourt-Saint-Pierre (Marronniers). |                                                                          |                                                                          |                                                                          |                                                                          |                                                                          |                                                                          |                                                                          |                                                                          |
| 22    | Autre : - Amplitudes horaires : La ligne circule du lundi au vendredi de 6h40 à 19h05. - Fréquence de passage : La ligne compte un aller le matin et deux retours le soir, sauf le mercredi un seul à la mi-journée. - Date de dernière mise à jour : 5 janvier 2019. |                                                                          |                                                                          |                                                                          |                                                                          |                                                                          |                                                                          |                                                                          |                                                                          |
| 22    | Dernière actualisation : — |                                                                          |                                                                          |                                                                          |                                                                          |                                                                          |                                                                          |                                                                          |                                                                          |
| 23    | Montauban — La Fobio ou Montauban — Jean Jaurès ⥋ Montbeton — Marsau | Montauban — La Fobio ou Montauban — Jean Jaurès ⥋ Montbeton — Marsau     | Montauban — La Fobio ou Montauban — Jean Jaurès ⥋ Montbeton — Marsau     | Montauban — La Fobio ou Montauban — Jean Jaurès ⥋ Montbeton — Marsau     | Montauban — La Fobio ou Montauban — Jean Jaurès ⥋ Montbeton — Marsau     | Montauban — La Fobio ou Montauban — Jean Jaurès ⥋ Montbeton — Marsau     | Montauban — La Fobio ou Montauban — Jean Jaurès ⥋ Montbeton — Marsau     | Montauban — La Fobio ou Montauban — Jean Jaurès ⥋ Montbeton — Marsau     | Montauban — La Fobio ou Montauban — Jean Jaurès ⥋ Montbeton — Marsau     |
| 23    | Ouverture / Fermeture 3 septembre 2018 / — | Longueur —                                                               | Durée 35/45 min                                                          | Nb. d’arrêts 17                                                          | Matériel —                                                               | Jours de fonctionnement L, Ma, Me, J, V                                  | Jour / Soir / Nuit / Fêtes O / N / N / N                                 | Voy. / an —                                                              | Dépôt —                                                                  |
| 23    | Desserte : - Villes et lieux desservis : Montauban (La Fobio, Collège Ingres, Université, Jean Jaurès), Montbeton (Médiathèque, Croix de Ségaud, Chemin de Peintre, Bois Mesnil, Figuery, Marsau). |                                                                          |                                                                          |                                                                          |                                                                          |                                                                          |                                                                          |                                                                          |                                                                          |
| 23    | Autre : - Amplitudes horaires : La ligne circule du lundi au vendredi de 7h à 17h40. - Fréquence de passage : La ligne compte deux allers-retours quotidiens, sauf le mercredi un seul retour à la mi-journée. - Particularités : La branche de Jean Jaurès à La Fobio n'est desservie qu'à un seul des deux services du matin. - Date de dernière mise à jour : 5 janvier 2019. |                                                                          |                                                                          |                                                                          |                                                                          |                                                                          |                                                                          |                                                                          |                                                                          |
| 23    | Dernière actualisation : — |                                                                          |                                                                          |                                                                          |                                                                          |                                                                          |                                                                          |                                                                          |                                                                          |
| 24    | Montauban — Jean Jaurès ⥋ Montauban — Ecole de Gasseras | Montauban — Jean Jaurès ⥋ Montauban — Ecole de Gasseras                  | Montauban — Jean Jaurès ⥋ Montauban — Ecole de Gasseras                  | Montauban — Jean Jaurès ⥋ Montauban — Ecole de Gasseras                  | Montauban — Jean Jaurès ⥋ Montauban — Ecole de Gasseras                  | Montauban — Jean Jaurès ⥋ Montauban — Ecole de Gasseras                  | Montauban — Jean Jaurès ⥋ Montauban — Ecole de Gasseras                  | Montauban — Jean Jaurès ⥋ Montauban — Ecole de Gasseras                  | Montauban — Jean Jaurès ⥋ Montauban — Ecole de Gasseras                  |
| 24    | Ouverture / Fermeture 3 septembre 2018 / — | Longueur —                                                               | Durée 15 min                                                             | Nb. d’arrêts 16                                                          | Matériel —                                                               | Jours de fonctionnement L, Ma, Me, J, V                                  | Jour / Soir / Nuit / Fêtes O / N / N / N                                 | Voy. / an —                                                              | Dépôt —                                                                  |
| 24    | Desserte : - Villes et lieux desservis : Montauban (Jean Jaurès, Milieu, Les Pères, Chemin de l'Ecluse, Cammas, Ecole de Gasseras). |                                                                          |                                                                          |                                                                          |                                                                          |                                                                          |                                                                          |                                                                          |                                                                          |
| 24    | Autre : - Amplitudes horaires : La ligne circule du lundi au vendredi de 7h30 à 17h25. - Fréquence de passage : La ligne compte un aller-retour quotidien. - Date de dernière mise à jour : 5 janvier 2019. |                                                                          |                                                                          |                                                                          |                                                                          |                                                                          |                                                                          |                                                                          |                                                                          |
| 24    | Dernière actualisation : — |                                                                          |                                                                          |                                                                          |                                                                          |                                                                          |                                                                          |                                                                          |                                                                          |
| 25    | Montauban — Jean Jaurès ⥋ Albefeuille-Lagarde — Nivelle | Montauban — Jean Jaurès ⥋ Albefeuille-Lagarde — Nivelle                  | Montauban — Jean Jaurès ⥋ Albefeuille-Lagarde — Nivelle                  | Montauban — Jean Jaurès ⥋ Albefeuille-Lagarde — Nivelle                  | Montauban — Jean Jaurès ⥋ Albefeuille-Lagarde — Nivelle                  | Montauban — Jean Jaurès ⥋ Albefeuille-Lagarde — Nivelle                  | Montauban — Jean Jaurès ⥋ Albefeuille-Lagarde — Nivelle                  | Montauban — Jean Jaurès ⥋ Albefeuille-Lagarde — Nivelle                  | Montauban — Jean Jaurès ⥋ Albefeuille-Lagarde — Nivelle                  |
| 25    | Ouverture / Fermeture 3 septembre 2018 / — | Longueur —                                                               | Durée 40 min                                                             | Nb. d’arrêts 30                                                          | Matériel —                                                               | Jours de fonctionnement L, Ma, Me, J, V                                  | Jour / Soir / Nuit / Fêtes O / N / N / N                                 | Voy. / an —                                                              | Dépôt —                                                                  |
| 25    | Desserte : - Villes et lieux desservis : Montauban (Jean Jaurès, Pouty, Chemin de Sarraillé, Ecole de Gasseras), Albefeuille-Lagarde (Les Fummades, Pont de Tulle, Centre-Ville, Nivelle). |                                                                          |                                                                          |                                                                          |                                                                          |                                                                          |                                                                          |                                                                          |                                                                          |
| 25    | Autre : - Amplitudes horaires : La ligne circule du lundi au vendredi de 6h40 à 18h55. - Fréquence de passage : La ligne compte un aller le matin et deux retours le soir, sauf le mercredi un seul à la mi-journée. - Date de dernière mise à jour : 5 janvier 2019. |                                                                          |                                                                          |                                                                          |                                                                          |                                                                          |                                                                          |                                                                          |                                                                          |
| 25    | Dernière actualisation : — |                                                                          |                                                                          |                                                                          |                                                                          |                                                                          |                                                                          |                                                                          |                                                                          |
| 26    | Montauban — Jean Jaurès ⥋ Lacourt-Saint-Pierre — Talicous | Montauban — Jean Jaurès ⥋ Lacourt-Saint-Pierre — Talicous                | Montauban — Jean Jaurès ⥋ Lacourt-Saint-Pierre — Talicous                | Montauban — Jean Jaurès ⥋ Lacourt-Saint-Pierre — Talicous                | Montauban — Jean Jaurès ⥋ Lacourt-Saint-Pierre — Talicous                | Montauban — Jean Jaurès ⥋ Lacourt-Saint-Pierre — Talicous                | Montauban — Jean Jaurès ⥋ Lacourt-Saint-Pierre — Talicous                | Montauban — Jean Jaurès ⥋ Lacourt-Saint-Pierre — Talicous                | Montauban — Jean Jaurès ⥋ Lacourt-Saint-Pierre — Talicous                |
| 26    | Ouverture / Fermeture 3 septembre 2018 / — | Longueur —                                                               | Durée 25 min                                                             | Nb. d’arrêts 10                                                          | Matériel —                                                               | Jours de fonctionnement L, Ma, Me, J, V                                  | Jour / Soir / Nuit / Fêtes O / N / N / N                                 | Voy. / an —                                                              | Dépôt —                                                                  |
| 26    | Desserte : - Villes et lieux desservis : Montauban (Jean Jaurès, Route de Montech, Verlhaguet, Montvert, Nauzemasse), Lacourt-Saint-Pierre (Talicous). |                                                                          |                                                                          |                                                                          |                                                                          |                                                                          |                                                                          |                                                                          |                                                                          |
| 26    | Autre : - Amplitudes horaires : La ligne circule du lundi au vendredi de 6h55 à 18h55. - Fréquence de passage : La ligne compte un aller le matin et deux retours le soir, sauf le mercredi un seul à la mi-journée. - Date de dernière mise à jour : 5 janvier 2019. |                                                                          |                                                                          |                                                                          |                                                                          |                                                                          |                                                                          |                                                                          |                                                                          |
| 26    | Dernière actualisation : — |                                                                          |                                                                          |                                                                          |                                                                          |                                                                          |                                                                          |                                                                          |                                                                          |
| 27    | Montauban — Ormeau ↔ Bressols ⥋ Montauban — Jean Jaurès | Montauban — Ormeau ↔ Bressols ⥋ Montauban — Jean Jaurès                  | Montauban — Ormeau ↔ Bressols ⥋ Montauban — Jean Jaurès                  | Montauban — Ormeau ↔ Bressols ⥋ Montauban — Jean Jaurès                  | Montauban — Ormeau ↔ Bressols ⥋ Montauban — Jean Jaurès                  | Montauban — Ormeau ↔ Bressols ⥋ Montauban — Jean Jaurès                  | Montauban — Ormeau ↔ Bressols ⥋ Montauban — Jean Jaurès                  | Montauban — Ormeau ↔ Bressols ⥋ Montauban — Jean Jaurès                  | Montauban — Ormeau ↔ Bressols ⥋ Montauban — Jean Jaurès                  |
| 27    | Ouverture / Fermeture 3 septembre 2018 / — | Longueur —                                                               | Durée 45 min                                                             | Nb. d’arrêts 27                                                          | Matériel —                                                               | Jours de fonctionnement L, Ma, Me, J, V                                  | Jour / Soir / Nuit / Fêtes O / N / N / N                                 | Voy. / an —                                                              | Dépôt —                                                                  |
| 27    | Desserte : - Villes et lieux desservis : Montauban (Ormeau, Jean Jaurès), Bressols (Laplane, Crouzailles, Route des Barthes, Barrié, Bial, Moulis). |                                                                          |                                                                          |                                                                          |                                                                          |                                                                          |                                                                          |                                                                          |                                                                          |
| 27    | Autre : - Amplitudes horaires : La ligne circule du lundi au vendredi de 6h55 à 17h50. - Fréquence de passage : La ligne compte un aller-retour quotidien. - Date de dernière mise à jour : 5 janvier 2019. |                                                                          |                                                                          |                                                                          |                                                                          |                                                                          |                                                                          |                                                                          |                                                                          |
| 27    | Dernière actualisation : — |                                                                          |                                                                          |                                                                          |                                                                          |                                                                          |                                                                          |                                                                          |                                                                          |
| 28    | Montauban — La Fobio ou Montauban — Jean Jaurès ⥋ Bressols — Ormeau | Montauban — La Fobio ou Montauban — Jean Jaurès ⥋ Bressols — Ormeau      | Montauban — La Fobio ou Montauban — Jean Jaurès ⥋ Bressols — Ormeau      | Montauban — La Fobio ou Montauban — Jean Jaurès ⥋ Bressols — Ormeau      | Montauban — La Fobio ou Montauban — Jean Jaurès ⥋ Bressols — Ormeau      | Montauban — La Fobio ou Montauban — Jean Jaurès ⥋ Bressols — Ormeau      | Montauban — La Fobio ou Montauban — Jean Jaurès ⥋ Bressols — Ormeau      | Montauban — La Fobio ou Montauban — Jean Jaurès ⥋ Bressols — Ormeau      | Montauban — La Fobio ou Montauban — Jean Jaurès ⥋ Bressols — Ormeau      |
| 28    | Ouverture / Fermeture 3 septembre 2018 / — | Longueur —                                                               | Durée 40/55 min                                                          | Nb. d’arrêts 17                                                          | Matériel —                                                               | Jours de fonctionnement L, Ma, Me, J, V                                  | Jour / Soir / Nuit / Fêtes O / N / N / N                                 | Voy. / an —                                                              | Dépôt —                                                                  |
| 28    | Desserte : - Villes et lieux desservis : Montauban (La Fobio, Jean Jaurès), Bressols (Ormeau, Tenance, Brial, Bouyssières, Moulis). |                                                                          |                                                                          |                                                                          |                                                                          |                                                                          |                                                                          |                                                                          |                                                                          |
| 28    | Autre : - Amplitudes horaires : La ligne circule du lundi au vendredi de 6h45 à 19h15. - Fréquence de passage : La ligne compte un aller le matin et deux retours le soir, sauf le mercredi un seul à la mi-journée. - Particularités : La Fobio n'est desservi que le matin. - Date de dernière mise à jour : 5 janvier 2019.                                                   |                                                                          |                                                                          |                                                                          |                                                                          |                                                                          |                                                                          |                                                                          |                                                                          |
| 28    | Dernière actualisation : — |                                                                          |                                                                          |                                                                          |                                                                          |                                                                          |                                                                          |                                                                          |                                                                          |

Lignes 30 à 39
| Ligne | Caractéristiques | Caractéristiques                                              | Caractéristiques                                              | Caractéristiques                                              | Caractéristiques                                              | Caractéristiques                                              | Caractéristiques                                              | Caractéristiques                                              | Caractéristiques                                              |
| 31    | Montauban — La Fobio ⥋ Montauban — Cimetière de Saint-Hilaire | Montauban — La Fobio ⥋ Montauban — Cimetière de Saint-Hilaire | Montauban — La Fobio ⥋ Montauban — Cimetière de Saint-Hilaire | Montauban — La Fobio ⥋ Montauban — Cimetière de Saint-Hilaire | Montauban — La Fobio ⥋ Montauban — Cimetière de Saint-Hilaire | Montauban — La Fobio ⥋ Montauban — Cimetière de Saint-Hilaire | Montauban — La Fobio ⥋ Montauban — Cimetière de Saint-Hilaire | Montauban — La Fobio ⥋ Montauban — Cimetière de Saint-Hilaire | Montauban — La Fobio ⥋ Montauban — Cimetière de Saint-Hilaire |
| ----- | --- | ------------------------------------------------------------- | ------------------------------------------------------------- | ------------------------------------------------------------- | ------------------------------------------------------------- | ------------------------------------------------------------- | ------------------------------------------------------------- | ------------------------------------------------------------- | ------------------------------------------------------------- |
| 31    | Ouverture / Fermeture 3 septembre 2018 / — | Longueur —                                                    | Durée 30 min                                                  | Nb. d’arrêts 17                                               | Matériel —                                                    | Jours de fonctionnement L, Ma, Me, J, V                       | Jour / Soir / Nuit / Fêtes O / N / N / N                      | Voy. / an —                                                   | Dépôt —                                                       |
| 31    | Desserte : - Ville et lieux desservis : Montauban (La Fobio, Capou, Cimetière de Saint-Hilaire, Crabatous, Pont de Béart, Chemin de la Margue, Lot Sant-Hippolyte).                                                                                                   |                                                               |                                                               |                                                               |                                                               |                                                               |                                                               |                                                               |                                                               |
| 31    | Autre : - Amplitudes horaires : La ligne circule du lundi au vendredi de 7h à 18h50. - Fréquence de passage : La ligne compte un aller le matin et deux retours le soir, sauf le mercredi un seul à la mi-journée. - Date de dernière mise à jour : 5 janvier 2019.   |                                                               |                                                               |                                                               |                                                               |                                                               |                                                               |                                                               |                                                               |
| 31    | Dernière actualisation : — |                                                               |                                                               |                                                               |                                                               |                                                               |                                                               |                                                               |                                                               |
| 32    | Montauban — La Fobio ⥋ Villemade — Chemin de Labarthe | Montauban — La Fobio ⥋ Villemade — Chemin de Labarthe         | Montauban — La Fobio ⥋ Villemade — Chemin de Labarthe         | Montauban — La Fobio ⥋ Villemade — Chemin de Labarthe         | Montauban — La Fobio ⥋ Villemade — Chemin de Labarthe         | Montauban — La Fobio ⥋ Villemade — Chemin de Labarthe         | Montauban — La Fobio ⥋ Villemade — Chemin de Labarthe         | Montauban — La Fobio ⥋ Villemade — Chemin de Labarthe         | Montauban — La Fobio ⥋ Villemade — Chemin de Labarthe         |
| 32    | Ouverture / Fermeture 3 septembre 2018 / — | Longueur —                                                    | Durée 30 min                                                  | Nb. d’arrêts 19                                               | Matériel —                                                    | Jours de fonctionnement L, Ma, Me, J, V                       | Jour / Soir / Nuit / Fêtes O / N / N / N                      | Voy. / an —                                                   | Dépôt —                                                       |
| 32    | Desserte : - Villes et lieux desservis : Montauban (La Fobio, Capou, La Margue, Chaubart), Villemade (Cap d'Agnel, Chemin de Lestang, Lot de Mestang, Centre-Ville, Chemin de Labarthe).                                                                              |                                                               |                                                               |                                                               |                                                               |                                                               |                                                               |                                                               |                                                               |
| 32    | Autre : - Amplitudes horaires : La ligne circule du lundi au vendredi de 7h à 18h45. - Fréquence de passage : La ligne compte un aller le matin et deux retours le soir, sauf le mercredi un seul à la mi-journée. - Date de dernière mise à jour : 5 janvier 2019.   |                                                               |                                                               |                                                               |                                                               |                                                               |                                                               |                                                               |                                                               |
| 32    | Dernière actualisation : — |                                                               |                                                               |                                                               |                                                               |                                                               |                                                               |                                                               |                                                               |
| 33    | Montauban — La Fobio ⥋ Montauban — Les Aiguillons | Montauban — La Fobio ⥋ Montauban — Les Aiguillons             | Montauban — La Fobio ⥋ Montauban — Les Aiguillons             | Montauban — La Fobio ⥋ Montauban — Les Aiguillons             | Montauban — La Fobio ⥋ Montauban — Les Aiguillons             | Montauban — La Fobio ⥋ Montauban — Les Aiguillons             | Montauban — La Fobio ⥋ Montauban — Les Aiguillons             | Montauban — La Fobio ⥋ Montauban — Les Aiguillons             | Montauban — La Fobio ⥋ Montauban — Les Aiguillons             |
| 33    | Ouverture / Fermeture 3 septembre 2018 / — | Longueur —                                                    | Durée 40 min                                                  | Nb. d’arrêts 22                                               | Matériel —                                                    | Jours de fonctionnement L, Ma, Me, J, V                       | Jour / Soir / Nuit / Fêtes O / N / N / N                      | Voy. / an —                                                   | Dépôt —                                                       |
| 33    | Desserte : - Ville et lieux desservis : Montauban (La Fobio, Azana, La Gravette, Falguières, Grabasse, Chemin des Gascous, Bondillou, Les Aiguillons). |                                                               |                                                               |                                                               |                                                               |                                                               |                                                               |                                                               |                                                               |
| 33    | Autre : - Amplitudes horaires : La ligne circule du lundi au vendredi de 6h50 à 18h50. - Fréquence de passage : La ligne compte un aller le matin et deux retours le soir, sauf le mercredi un seul à la mi-journée. - Date de dernière mise à jour : 5 janvier 2019. |                                                               |                                                               |                                                               |                                                               |                                                               |                                                               |                                                               |                                                               |
| 33    | Dernière actualisation : — |                                                               |                                                               |                                                               |                                                               |                                                               |                                                               |                                                               |                                                               |
| 34    | Montauban — La Fobio ⥋ Lamothe-Capdeville — Les Garrigues | Montauban — La Fobio ⥋ Lamothe-Capdeville — Les Garrigues     | Montauban — La Fobio ⥋ Lamothe-Capdeville — Les Garrigues     | Montauban — La Fobio ⥋ Lamothe-Capdeville — Les Garrigues     | Montauban — La Fobio ⥋ Lamothe-Capdeville — Les Garrigues     | Montauban — La Fobio ⥋ Lamothe-Capdeville — Les Garrigues     | Montauban — La Fobio ⥋ Lamothe-Capdeville — Les Garrigues     | Montauban — La Fobio ⥋ Lamothe-Capdeville — Les Garrigues     | Montauban — La Fobio ⥋ Lamothe-Capdeville — Les Garrigues     |
| 34    | Ouverture / Fermeture 3 septembre 2018 / — | Longueur —                                                    | Durée 50 min                                                  | Nb. d’arrêts 26                                               | Matériel —                                                    | Jours de fonctionnement L, Ma, Me, J, V                       | Jour / Soir / Nuit / Fêtes O / N / N / N                      | Voy. / an —                                                   | Dépôt —                                                       |
| 34    | Desserte : - Villes et lieux desservis : Montauban (La Fobio, Olympe de Gouges, Bonnefont, Fonneuve), Lamothe-Capdeville (Mairie, Ecole, Route de Cos, Cos, Les Garrigues).                                                                                           |                                                               |                                                               |                                                               |                                                               |                                                               |                                                               |                                                               |                                                               |
| 34    | Autre : - Amplitudes horaires : La ligne circule du lundi au vendredi de 6h40 à 19h. - Fréquence de passage : La ligne compte un aller le matin et deux retours le soir, sauf le mercredi un seul à la mi-journée. - Date de dernière mise à jour : 5 janvier 2019.   |                                                               |                                                               |                                                               |                                                               |                                                               |                                                               |                                                               |                                                               |
| 34    | Dernière actualisation : — |                                                               |                                                               |                                                               |                                                               |                                                               |                                                               |                                                               |                                                               |

Lignes 40 à 49
| Ligne | Caractéristiques | Caractéristiques                                      | Caractéristiques                                      | Caractéristiques                                      | Caractéristiques                                      | Caractéristiques                                      | Caractéristiques                                      | Caractéristiques                                      | Caractéristiques                                      |
| 41    | Montauban — Monplaisir ⥋ Montauban — Frezal | Montauban — Monplaisir ⥋ Montauban — Frezal           | Montauban — Monplaisir ⥋ Montauban — Frezal           | Montauban — Monplaisir ⥋ Montauban — Frezal           | Montauban — Monplaisir ⥋ Montauban — Frezal           | Montauban — Monplaisir ⥋ Montauban — Frezal           | Montauban — Monplaisir ⥋ Montauban — Frezal           | Montauban — Monplaisir ⥋ Montauban — Frezal           | Montauban — Monplaisir ⥋ Montauban — Frezal           |
| ----- | --- | ----------------------------------------------------- | ----------------------------------------------------- | ----------------------------------------------------- | ----------------------------------------------------- | ----------------------------------------------------- | ----------------------------------------------------- | ----------------------------------------------------- | ----------------------------------------------------- |
| 41    | Ouverture / Fermeture 3 septembre 2018 / — | Longueur —                                            | Durée 45 min                                          | Nb. d’arrêts 29                                       | Matériel —                                            | Jours de fonctionnement L, Ma, Me, J, V               | Jour / Soir / Nuit / Fêtes O / N / N / N              | Voy. / an —                                           | Dépôt —                                               |
| 41    | Desserte : - Ville et lieux desservis : Montauban (Monplaisir, Olympe de Gouges, La Fobio, Bourdelle, Salle Eurythmie, Avenue de Fonneuve, Ecole Jean Moulin, Coquelicots, Fonneuve Centre, Ramier, Freuzal).                                                         |                                                       |                                                       |                                                       |                                                       |                                                       |                                                       |                                                       |                                                       |
| 41    | Autre : - Amplitudes horaires : La ligne circule du lundi au vendredi de 6h50 à 18h55. - Fréquence de passage : La ligne compte deux allers-retours quotidien, sauf le mercredi un seul retour à la mi-journée. - Date de dernière mise à jour : 5 janvier 2019.      |                                                       |                                                       |                                                       |                                                       |                                                       |                                                       |                                                       |                                                       |
| 41    | Dernière actualisation : — |                                                       |                                                       |                                                       |                                                       |                                                       |                                                       |                                                       |                                                       |
| 42    | Montauban — La Fobio ⥋ Montauban — Farguettes | Montauban — La Fobio ⥋ Montauban — Farguettes         | Montauban — La Fobio ⥋ Montauban — Farguettes         | Montauban — La Fobio ⥋ Montauban — Farguettes         | Montauban — La Fobio ⥋ Montauban — Farguettes         | Montauban — La Fobio ⥋ Montauban — Farguettes         | Montauban — La Fobio ⥋ Montauban — Farguettes         | Montauban — La Fobio ⥋ Montauban — Farguettes         | Montauban — La Fobio ⥋ Montauban — Farguettes         |
| 42    | Ouverture / Fermeture 3 septembre 2018 / — | Longueur —                                            | Durée 35 min                                          | Nb. d’arrêts 16                                       | Matériel —                                            | Jours de fonctionnement L, Ma, Me, J, V               | Jour / Soir / Nuit / Fêtes O / N / N / N              | Voy. / an —                                           | Dépôt —                                               |
| 42    | Desserte : - Ville et lieux desservis : Montauban (La Fobio, Olympe de Gouges, Farguettes, Chemin du Ramierou, Route de Léojac, Saint-Martial, Ecole de saint-Martial, Canteloube).                                                                                   |                                                       |                                                       |                                                       |                                                       |                                                       |                                                       |                                                       |                                                       |
| 42    | Autre : - Amplitudes horaires : La ligne circule du lundi au vendredi de 6h55 à 18h45. - Fréquence de passage : La ligne compte un aller le matin et deux retours le soir, sauf le mercredi un seul à la mi-journée. - Date de dernière mise à jour : 5 janvier 2019. |                                                       |                                                       |                                                       |                                                       |                                                       |                                                       |                                                       |                                                       |
| 42    | Dernière actualisation : — |                                                       |                                                       |                                                       |                                                       |                                                       |                                                       |                                                       |                                                       |
| 43    | Montauban — La Fobio ⥋ Saint-Nauphary — Chemin d'Orly | Montauban — La Fobio ⥋ Saint-Nauphary — Chemin d'Orly | Montauban — La Fobio ⥋ Saint-Nauphary — Chemin d'Orly | Montauban — La Fobio ⥋ Saint-Nauphary — Chemin d'Orly | Montauban — La Fobio ⥋ Saint-Nauphary — Chemin d'Orly | Montauban — La Fobio ⥋ Saint-Nauphary — Chemin d'Orly | Montauban — La Fobio ⥋ Saint-Nauphary — Chemin d'Orly | Montauban — La Fobio ⥋ Saint-Nauphary — Chemin d'Orly | Montauban — La Fobio ⥋ Saint-Nauphary — Chemin d'Orly |
| 43    | Ouverture / Fermeture 3 septembre 2018 / — | Longueur —                                            | Durée 35 min                                          | Nb. d’arrêts 19                                       | Matériel —                                            | Jours de fonctionnement L, Ma, Me, J, V               | Jour / Soir / Nuit / Fêtes O / N / N / N              | Voy. / an —                                           | Dépôt —                                               |
| 43    | Desserte : - Villes et lieux desservis : Montauban (La Fobio, Collège Ingres, Bartelots, Croix des Lebrats), Saint-Nauphary (Bellegarde, Route de Saint-Etienne, Ecole, Route d'Albi, Saint-Laurent, Chemin d'Orly).                                                  |                                                       |                                                       |                                                       |                                                       |                                                       |                                                       |                                                       |                                                       |
| 43    | Autre : - Amplitudes horaires : La ligne circule du lundi au vendredi de 6h55 à 18h50. - Fréquence de passage : La ligne compte un aller le matin et deux retours le soir, sauf le mercredi un seul à la mi-journée. - Date de dernière mise à jour : 5 janvier 2019. |                                                       |                                                       |                                                       |                                                       |                                                       |                                                       |                                                       |                                                       |
| 43    | Dernière actualisation : — |                                                       |                                                       |                                                       |                                                       |                                                       |                                                       |                                                       |                                                       |
| 44    | Montauban — La Fobio ⥋ Saint-Nauphary — Caprais | Montauban — La Fobio ⥋ Saint-Nauphary — Caprais       | Montauban — La Fobio ⥋ Saint-Nauphary — Caprais       | Montauban — La Fobio ⥋ Saint-Nauphary — Caprais       | Montauban — La Fobio ⥋ Saint-Nauphary — Caprais       | Montauban — La Fobio ⥋ Saint-Nauphary — Caprais       | Montauban — La Fobio ⥋ Saint-Nauphary — Caprais       | Montauban — La Fobio ⥋ Saint-Nauphary — Caprais       | Montauban — La Fobio ⥋ Saint-Nauphary — Caprais       |
| 44    | Ouverture / Fermeture 3 septembre 2018 / — | Longueur —                                            | Durée 45 min                                          | Nb. d’arrêts 19                                       | Matériel —                                            | Jours de fonctionnement L, Ma, Me, J, V               | Jour / Soir / Nuit / Fêtes O / N / N / N              | Voy. / an —                                           | Dépôt —                                               |
| 44    | Desserte : - Villes et lieux desservis : Montauban (La Fobio, Collège Ingres, Tescou, Route de Saint-Nauphary, La Pio, Le Carreyrat, Les Marios), Saint-Nauphary (Cimarre, Charros, Caprais).                                                                         |                                                       |                                                       |                                                       |                                                       |                                                       |                                                       |                                                       |                                                       |
| 44    | Autre : - Amplitudes horaires : La ligne circule du lundi au vendredi de 6h45 à 19h. - Fréquence de passage : La ligne compte un aller le matin et deux retours le soir, sauf le mercredi un seul à la mi-journée. - Date de dernière mise à jour : 5 janvier 2019.   |                                                       |                                                       |                                                       |                                                       |                                                       |                                                       |                                                       |                                                       |
| 44    | Dernière actualisation : — |                                                       |                                                       |                                                       |                                                       |                                                       |                                                       |                                                       |                                                       |
| 45    | Montauban — La Fobio ↔ Reyniès ⥋ Corbarieu — Carretou | Montauban — La Fobio ↔ Reyniès ⥋ Corbarieu — Carretou | Montauban — La Fobio ↔ Reyniès ⥋ Corbarieu — Carretou | Montauban — La Fobio ↔ Reyniès ⥋ Corbarieu — Carretou | Montauban — La Fobio ↔ Reyniès ⥋ Corbarieu — Carretou | Montauban — La Fobio ↔ Reyniès ⥋ Corbarieu — Carretou | Montauban — La Fobio ↔ Reyniès ⥋ Corbarieu — Carretou | Montauban — La Fobio ↔ Reyniès ⥋ Corbarieu — Carretou | Montauban — La Fobio ↔ Reyniès ⥋ Corbarieu — Carretou |
| 45    | Ouverture / Fermeture 3 septembre 2018 / — | Longueur —                                            | Durée 35 min                                          | Nb. d’arrêts 16                                       | Matériel —                                            | Jours de fonctionnement L, Ma, Me, J, V               | Jour / Soir / Nuit / Fêtes O / N / N / N              | Voy. / an —                                           | Dépôt —                                               |
| 45    | Desserte : - Villes et lieux desservis : Montauban (La Fobio, Collège Ingres, Théas, Vigarnaud, Le Fau), Reyniès (Saint-Martin, Moulis, Centre-Ville), Corbarieu (Carretou).                                                                                          |                                                       |                                                       |                                                       |                                                       |                                                       |                                                       |                                                       |                                                       |
| 45    | Autre : - Amplitudes horaires : La ligne circule du lundi au vendredi de 6h55 à 18h55. - Fréquence de passage : La ligne compte un aller le matin et deux retours le soir, sauf le mercredi un seul à la mi-journée. - Date de dernière mise à jour : 5 janvier 2019. |                                                       |                                                       |                                                       |                                                       |                                                       |                                                       |                                                       |                                                       |
| 45    | Dernière actualisation : — |                                                       |                                                       |                                                       |                                                       |                                                       |                                                       |                                                       |                                                       |
| 46    | Montauban — La Fobio ⥋ Corbarieu — Cité Bellevue | Montauban — La Fobio ⥋ Corbarieu — Cité Bellevue      | Montauban — La Fobio ⥋ Corbarieu — Cité Bellevue      | Montauban — La Fobio ⥋ Corbarieu — Cité Bellevue      | Montauban — La Fobio ⥋ Corbarieu — Cité Bellevue      | Montauban — La Fobio ⥋ Corbarieu — Cité Bellevue      | Montauban — La Fobio ⥋ Corbarieu — Cité Bellevue      | Montauban — La Fobio ⥋ Corbarieu — Cité Bellevue      | Montauban — La Fobio ⥋ Corbarieu — Cité Bellevue      |
| 46    | Ouverture / Fermeture 3 septembre 2018 / — | Longueur —                                            | Durée 25 min                                          | Nb. d’arrêts 13                                       | Matériel —                                            | Jours de fonctionnement L, Ma, Me, J, V               | Jour / Soir / Nuit / Fêtes O / N / N / N              | Voy. / an —                                           | Dépôt —                                               |
| 46    | Desserte : - Villes et lieux desservis : Montauban (La Fobio, Collège Ingres, Pech Boyer, Requiem), Corbarieu (Fournezous, Centre Ville, Cité Bellevue). |                                                       |                                                       |                                                       |                                                       |                                                       |                                                       |                                                       |                                                       |
| 46    | Autre : - Amplitudes horaires : La ligne circule du lundi au vendredi de 7h à 7h25. - Fréquence de passage : La ligne compte un aller le matin et deux retours le soir, sauf le mercredi un seul à la mi-journée. - Date de dernière mise à jour : 5 janvier 2019.    |                                                       |                                                       |                                                       |                                                       |                                                       |                                                       |                                                       |                                                       |
| 46    | Dernière actualisation : — |                                                       |                                                       |                                                       |                                                       |                                                       |                                                       |                                                       |                                                       |

Lignes P1 et P2
| Ligne | Caractéristiques | Caractéristiques                                                        | Caractéristiques                                                        | Caractéristiques                                                        | Caractéristiques                                                        | Caractéristiques                                                        | Caractéristiques                                                        | Caractéristiques                                                        | Caractéristiques                                                        |
| P1    | Bressols — Ecole Maternelle ⥋ Bressols — Ecole Primaire via Laguillé | Bressols — Ecole Maternelle ⥋ Bressols — Ecole Primaire via Laguillé    | Bressols — Ecole Maternelle ⥋ Bressols — Ecole Primaire via Laguillé    | Bressols — Ecole Maternelle ⥋ Bressols — Ecole Primaire via Laguillé    | Bressols — Ecole Maternelle ⥋ Bressols — Ecole Primaire via Laguillé    | Bressols — Ecole Maternelle ⥋ Bressols — Ecole Primaire via Laguillé    | Bressols — Ecole Maternelle ⥋ Bressols — Ecole Primaire via Laguillé    | Bressols — Ecole Maternelle ⥋ Bressols — Ecole Primaire via Laguillé    | Bressols — Ecole Maternelle ⥋ Bressols — Ecole Primaire via Laguillé    |
| ----- | --- | ----------------------------------------------------------------------- | ----------------------------------------------------------------------- | ----------------------------------------------------------------------- | ----------------------------------------------------------------------- | ----------------------------------------------------------------------- | ----------------------------------------------------------------------- | ----------------------------------------------------------------------- | ----------------------------------------------------------------------- |
| P1    | Ouverture / Fermeture 3 septembre 2018 / — | Longueur —                                                              | Durée 30 min                                                            | Nb. d’arrêts 14                                                         | Matériel —                                                              | Jours de fonctionnement L, Ma, Me, J, V                                 | Jour / Soir / Nuit / Fêtes O / N / N / N                                | Voy. / an —                                                             | Dépôt —                                                                 |
| P1    | Desserte : - Ville et lieux desservis : Bressols (Ecole Maternelle, Brial, Pérayrols, Laguillé, La Plane, Ecole Primaire). |                                                                         |                                                                         |                                                                         |                                                                         |                                                                         |                                                                         |                                                                         |                                                                         |
| P1    | Autre : - Amplitudes horaires : La ligne circule du lundi au vendredi de 7h50 à 17h05. - Fréquence de passage : La ligne compte un aller-retour quotidien, sauf le mercredi un aller supplémentaire. - Date de dernière mise à jour : 5 janvier 2019. |                                                                         |                                                                         |                                                                         |                                                                         |                                                                         |                                                                         |                                                                         |                                                                         |
| P1    | Dernière actualisation : — |                                                                         |                                                                         |                                                                         |                                                                         |                                                                         |                                                                         |                                                                         |                                                                         |
| P2    | Bressols — Ecole Maternelle ⥋ Bressols — Ecole Primaire via Crouzailles | Bressols — Ecole Maternelle ⥋ Bressols — Ecole Primaire via Crouzailles | Bressols — Ecole Maternelle ⥋ Bressols — Ecole Primaire via Crouzailles | Bressols — Ecole Maternelle ⥋ Bressols — Ecole Primaire via Crouzailles | Bressols — Ecole Maternelle ⥋ Bressols — Ecole Primaire via Crouzailles | Bressols — Ecole Maternelle ⥋ Bressols — Ecole Primaire via Crouzailles | Bressols — Ecole Maternelle ⥋ Bressols — Ecole Primaire via Crouzailles | Bressols — Ecole Maternelle ⥋ Bressols — Ecole Primaire via Crouzailles | Bressols — Ecole Maternelle ⥋ Bressols — Ecole Primaire via Crouzailles |
| P2    | Ouverture / Fermeture 3 septembre 2018 / — | Longueur —                                                              | Durée 25 min                                                            | Nb. d’arrêts 14                                                         | Matériel —                                                              | Jours de fonctionnement L, Ma, Me, J, V                                 | Jour / Soir / Nuit / Fêtes O / N / N / N                                | Voy. / an —                                                             | Dépôt —                                                                 |
| P2    | Desserte : - Ville et lieux desservis : Bressols (Ecole Maternelle, Moulis, Bouyssières, Brial, Crouzailles, Ecole Primaire). |                                                                         |                                                                         |                                                                         |                                                                         |                                                                         |                                                                         |                                                                         |                                                                         |
| P2    | Autre : - Amplitudes horaires : La ligne circule du lundi au vendredi de 7h55 à 17h05. - Fréquence de passage : La ligne compte un aller-retour quotidien, sauf le mercredi un aller supplémentaire. - Date de dernière mise à jour : 5 janvier 2019. |                                                                         |                                                                         |                                                                         |                                                                         |                                                                         |                                                                         |                                                                         |                                                                         |
| P2    | Dernière actualisation : — |                                                                         |                                                                         |                                                                         |                                                                         |                                                                         |                                                                         |                                                                         |                                                                         |

Navettes
| Ligne | Caractéristiques | Caractéristiques                                                  | Caractéristiques                                                  | Caractéristiques                                                  | Caractéristiques                                                  | Caractéristiques                                                  | Caractéristiques                                                  | Caractéristiques                                                  | Caractéristiques                                                  |
| N1    | Montauban — La Fobio ⥋ Montauban — Lycée Capou | Montauban — La Fobio ⥋ Montauban — Lycée Capou                    | Montauban — La Fobio ⥋ Montauban — Lycée Capou                    | Montauban — La Fobio ⥋ Montauban — Lycée Capou                    | Montauban — La Fobio ⥋ Montauban — Lycée Capou                    | Montauban — La Fobio ⥋ Montauban — Lycée Capou                    | Montauban — La Fobio ⥋ Montauban — Lycée Capou                    | Montauban — La Fobio ⥋ Montauban — Lycée Capou                    | Montauban — La Fobio ⥋ Montauban — Lycée Capou                    |
| ----- | --- | ----------------------------------------------------------------- | ----------------------------------------------------------------- | ----------------------------------------------------------------- | ----------------------------------------------------------------- | ----------------------------------------------------------------- | ----------------------------------------------------------------- | ----------------------------------------------------------------- | ----------------------------------------------------------------- |
| N1    | Ouverture / Fermeture 3 septembre 2018 / — | Longueur —                                                        | Durée 15 min                                                      | Nb. d’arrêts 2                                                    | Matériel —                                                        | Jours de fonctionnement L, Ma, Me, J, V                           | Jour / Soir / Nuit / Fêtes O / N / N / N                          | Voy. / an —                                                       | Dépôt —                                                           |
| N1    | Desserte : - Ville et lieux desservis : Montauban (La Fobio, Lycée Capou). |                                                                   |                                                                   |                                                                   |                                                                   |                                                                   |                                                                   |                                                                   |                                                                   |
| N1    | Autre : - Amplitudes horaires : La ligne circule du lundi au vendredi de 7h40 à 18h05. - Fréquence de passage : La ligne compte un aller-retour quotidien. - Date de dernière mise à jour : 5 janvier 2019. |                                                                   |                                                                   |                                                                   |                                                                   |                                                                   |                                                                   |                                                                   |                                                                   |
| N1    | Dernière actualisation : — |                                                                   |                                                                   |                                                                   |                                                                   |                                                                   |                                                                   |                                                                   |                                                                   |
| N2    | Montauban — La Fobio ⥋ Montauban — Collège Azana | Montauban — La Fobio ⥋ Montauban — Collège Azana                  | Montauban — La Fobio ⥋ Montauban — Collège Azana                  | Montauban — La Fobio ⥋ Montauban — Collège Azana                  | Montauban — La Fobio ⥋ Montauban — Collège Azana                  | Montauban — La Fobio ⥋ Montauban — Collège Azana                  | Montauban — La Fobio ⥋ Montauban — Collège Azana                  | Montauban — La Fobio ⥋ Montauban — Collège Azana                  | Montauban — La Fobio ⥋ Montauban — Collège Azana                  |
| N2    | Ouverture / Fermeture 3 septembre 2018 / — | Longueur —                                                        | Durée 10 min                                                      | Nb. d’arrêts 2                                                    | Matériel —                                                        | Jours de fonctionnement L, Ma, Me, J, V                           | Jour / Soir / Nuit / Fêtes O / N / N / N                          | Voy. / an —                                                       | Dépôt —                                                           |
| N2    | Desserte : - Ville et lieux desservis : Montauban (La Fobio, Collège Azana). |                                                                   |                                                                   |                                                                   |                                                                   |                                                                   |                                                                   |                                                                   |                                                                   |
| N2    | Autre : - Amplitudes horaires : La ligne circule du lundi au vendredi de 7h35 à 17h10. - Fréquence de passage : La ligne compte un aller-retour quotidien. - Date de dernière mise à jour : 5 janvier 2019. |                                                                   |                                                                   |                                                                   |                                                                   |                                                                   |                                                                   |                                                                   |                                                                   |
| N2    | Dernière actualisation : — |                                                                   |                                                                   |                                                                   |                                                                   |                                                                   |                                                                   |                                                                   |                                                                   |
| N3    | Montauban — La Fobio ⥋ Montauban — CFA | Montauban — La Fobio ⥋ Montauban — CFA                            | Montauban — La Fobio ⥋ Montauban — CFA                            | Montauban — La Fobio ⥋ Montauban — CFA                            | Montauban — La Fobio ⥋ Montauban — CFA                            | Montauban — La Fobio ⥋ Montauban — CFA                            | Montauban — La Fobio ⥋ Montauban — CFA                            | Montauban — La Fobio ⥋ Montauban — CFA                            | Montauban — La Fobio ⥋ Montauban — CFA                            |
| N3    | Ouverture / Fermeture 3 septembre 2018 / — | Longueur —                                                        | Durée 10 min                                                      | Nb. d’arrêts 2                                                    | Matériel —                                                        | Jours de fonctionnement L, Ma, Me, J, V                           | Jour / Soir / Nuit / Fêtes O / N / N / N                          | Voy. / an —                                                       | Dépôt —                                                           |
| N3    | Desserte : - Ville et lieux desservis : Montauban (La Fobio, CFA). |                                                                   |                                                                   |                                                                   |                                                                   |                                                                   |                                                                   |                                                                   |                                                                   |
| N3    | Autre : - Amplitudes horaires : La ligne circule du lundi au vendredi de 7h40 à 16h50. - Fréquence de passage : La ligne compte un aller-retour quotidien. - Date de dernière mise à jour : 5 janvier 2019. |                                                                   |                                                                   |                                                                   |                                                                   |                                                                   |                                                                   |                                                                   |                                                                   |
| N3    | Dernière actualisation : — |                                                                   |                                                                   |                                                                   |                                                                   |                                                                   |                                                                   |                                                                   |                                                                   |
| N4    | Montauban — La Fobio ⥋ Montauban — Saint-Théodard | Montauban — La Fobio ⥋ Montauban — Saint-Théodard                 | Montauban — La Fobio ⥋ Montauban — Saint-Théodard                 | Montauban — La Fobio ⥋ Montauban — Saint-Théodard                 | Montauban — La Fobio ⥋ Montauban — Saint-Théodard                 | Montauban — La Fobio ⥋ Montauban — Saint-Théodard                 | Montauban — La Fobio ⥋ Montauban — Saint-Théodard                 | Montauban — La Fobio ⥋ Montauban — Saint-Théodard                 | Montauban — La Fobio ⥋ Montauban — Saint-Théodard                 |
| N4    | Ouverture / Fermeture 3 septembre 2018 / — | Longueur —                                                        | Durée 10/20 min                                                   | Nb. d’arrêts 2                                                    | Matériel —                                                        | Jours de fonctionnement L, Ma, Me, J, V                           | Jour / Soir / Nuit / Fêtes O / N / N / N                          | Voy. / an —                                                       | Dépôt —                                                           |
| N4    | Desserte : - Ville et lieux desservis : Montauban (La Fobio, Saint-Théodard). |                                                                   |                                                                   |                                                                   |                                                                   |                                                                   |                                                                   |                                                                   |                                                                   |
| N4    | Autre : - Amplitudes horaires : La ligne circule du lundi au vendredi de 7h40 à 17h15. - Fréquence de passage : La ligne compte un aller-retour quotidien. - Date de dernière mise à jour : 5 janvier 2019. |                                                                   |                                                                   |                                                                   |                                                                   |                                                                   |                                                                   |                                                                   |                                                                   |
| N4    | Dernière actualisation : — |                                                                   |                                                                   |                                                                   |                                                                   |                                                                   |                                                                   |                                                                   |                                                                   |
| N5    | Montauban — La Fobio ⥋ Montauban — Notre-Dame / Institut Familial | Montauban — La Fobio ⥋ Montauban — Notre-Dame / Institut Familial | Montauban — La Fobio ⥋ Montauban — Notre-Dame / Institut Familial | Montauban — La Fobio ⥋ Montauban — Notre-Dame / Institut Familial | Montauban — La Fobio ⥋ Montauban — Notre-Dame / Institut Familial | Montauban — La Fobio ⥋ Montauban — Notre-Dame / Institut Familial | Montauban — La Fobio ⥋ Montauban — Notre-Dame / Institut Familial | Montauban — La Fobio ⥋ Montauban — Notre-Dame / Institut Familial | Montauban — La Fobio ⥋ Montauban — Notre-Dame / Institut Familial |
| N5    | Ouverture / Fermeture 3 septembre 2018 / — | Longueur —                                                        | Durée 10 min                                                      | Nb. d’arrêts 2                                                    | Matériel —                                                        | Jours de fonctionnement L, Ma, Me, J, V                           | Jour / Soir / Nuit / Fêtes O / N / N / N                          | Voy. / an —                                                       | Dépôt —                                                           |
| N5    | Desserte : - Ville et lieux desservis : Montauban (La Fobio, Notre-Dame / Institut Familial). |                                                                   |                                                                   |                                                                   |                                                                   |                                                                   |                                                                   |                                                                   |                                                                   |
| N5    | Autre : - Amplitudes horaires : La ligne circule du lundi au vendredi de 7h40 à 17h20. - Fréquence de passage : La ligne compte un aller-retour quotidien. - Date de dernière mise à jour : 5 janvier 2019. |                                                                   |                                                                   |                                                                   |                                                                   |                                                                   |                                                                   |                                                                   |                                                                   |
| N5    | Dernière actualisation : — |                                                                   |                                                                   |                                                                   |                                                                   |                                                                   |                                                                   |                                                                   |                                                                   |
| N11   | Montauban — Jean Jaurès ⥋ Montauban — CFA | Montauban — Jean Jaurès ⥋ Montauban — CFA                         | Montauban — Jean Jaurès ⥋ Montauban — CFA                         | Montauban — Jean Jaurès ⥋ Montauban — CFA                         | Montauban — Jean Jaurès ⥋ Montauban — CFA                         | Montauban — Jean Jaurès ⥋ Montauban — CFA                         | Montauban — Jean Jaurès ⥋ Montauban — CFA                         | Montauban — Jean Jaurès ⥋ Montauban — CFA                         | Montauban — Jean Jaurès ⥋ Montauban — CFA                         |
| N11   | Ouverture / Fermeture 3 septembre 2018 / — | Longueur —                                                        | Durée 25 min                                                      | Nb. d’arrêts 5                                                    | Matériel —                                                        | Jours de fonctionnement L, Ma, Me, J, V                           | Jour / Soir / Nuit / Fêtes O / N / N / N                          | Voy. / an —                                                       | Dépôt —                                                           |
| N11   | Desserte : - Ville et lieux desservis : Montauban (Jean Jaurès, Capou, Saint-Théodard, Collège Azana, CFA). |                                                                   |                                                                   |                                                                   |                                                                   |                                                                   |                                                                   |                                                                   |                                                                   |
| N11   | Autre : - Amplitudes horaires : La ligne circule du lundi au vendredi de 7H30 à 17H05. - Fréquence de passage : La ligne compte un aller-retour quotidien. - Date de dernière mise à jour : 5 janvier 2019. |                                                                   |                                                                   |                                                                   |                                                                   |                                                                   |                                                                   |                                                                   |                                                                   |
| N11   | Dernière actualisation : — |                                                                   |                                                                   |                                                                   |                                                                   |                                                                   |                                                                   |                                                                   |                                                                   |
| N12   | Montauban — Jean Jaurès ⥋ Montauban — Collège Olympe de Gouges | Montauban — Jean Jaurès ⥋ Montauban — Collège Olympe de Gouges    | Montauban — Jean Jaurès ⥋ Montauban — Collège Olympe de Gouges    | Montauban — Jean Jaurès ⥋ Montauban — Collège Olympe de Gouges    | Montauban — Jean Jaurès ⥋ Montauban — Collège Olympe de Gouges    | Montauban — Jean Jaurès ⥋ Montauban — Collège Olympe de Gouges    | Montauban — Jean Jaurès ⥋ Montauban — Collège Olympe de Gouges    | Montauban — Jean Jaurès ⥋ Montauban — Collège Olympe de Gouges    | Montauban — Jean Jaurès ⥋ Montauban — Collège Olympe de Gouges    |
| N12   | Ouverture / Fermeture 3 septembre 2018 / — | Longueur —                                                        | Durée 15 min                                                      | Nb. d’arrêts 4                                                    | Matériel —                                                        | Jours de fonctionnement L, Ma, Me, J, V                           | Jour / Soir / Nuit / Fêtes O / N / N / N                          | Voy. / an —                                                       | Dépôt —                                                           |
| N12   | Desserte : - Ville et lieux desservis : Montauban (Jean Jaurès, Institut Familial, Notre Dame, Collège Olympe de Gouges). |                                                                   |                                                                   |                                                                   |                                                                   |                                                                   |                                                                   |                                                                   |                                                                   |
| N12   | Autre : - Amplitudes horaires : La ligne circule du lundi au vendredi de 7h30 à 17h20. - Fréquence de passage : La ligne compte un aller-retour quotidien. - Date de dernière mise à jour : 5 janvier 2019. |                                                                   |                                                                   |                                                                   |                                                                   |                                                                   |                                                                   |                                                                   |                                                                   |
| N12   | Dernière actualisation : — |                                                                   |                                                                   |                                                                   |                                                                   |                                                                   |                                                                   |                                                                   |                                                                   |
| N     | Navette Expérimentale | Navette Expérimentale                                             | Navette Expérimentale                                             | Navette Expérimentale                                             | Navette Expérimentale                                             | Navette Expérimentale                                             | Navette Expérimentale                                             | Navette Expérimentale                                             | Navette Expérimentale                                             |
| N     | Montauban — Falguières ⥋ Montauban — Birac |                                                                   |                                                                   |                                                                   |                                                                   |                                                                   |                                                                   |                                                                   |                                                                   |
| N     | Ouverture / Fermeture 11 mars 2019 / — | Longueur —                                                        | Durée 15 min                                                      | Nb. d’arrêts 3                                                    | Matériel —                                                        | Jours de fonctionnement L, Ma, Me, J, V, S                        | Jour / Soir / Nuit / Fêtes O / N / N / N                          | Voy. / an —                                                       | Dépôt —                                                           |
| N     | Desserte : - Ville et lieux desservis : Montauban (Falguières, Borde Ruisseau, Birac). |                                                                   |                                                                   |                                                                   |                                                                   |                                                                   |                                                                   |                                                                   |                                                                   |
| N     | Autre : - Amplitudes horaires : La ligne circule du lundi au vendredi de 8h10 à 19h et le samedi de 7h25 à 19h. - Fréquence de passage : 2 allers-retours quotidiens, 3 le samedi. - Particularités : Cette ligne complète la ligne péri-urbaine 33 et a pour but de rabattre les habitants du quartier Falguières vers la ligne 8 à l'arrêt Birac. Elle n'est pour le moment, comme son nom l'indique, qu'en phase expérimentale. - Date de dernière mise à jour : 23 mars 2019. |                                                                   |                                                                   |                                                                   |                                                                   |                                                                   |                                                                   |                                                                   |                                                                   |
| N     | Dernière actualisation : — |                                                                   |                                                                   |                                                                   |                                                                   |                                                                   |                                                                   |                                                                   |                                                                   |

### Transports à la demande
Les transports à la demande dans l'agglomération sont organisés sur des lignes régulières, dans 5 zones différentes. Toutes ces zones se rabattent sur un arrêt du réseau urbain. Ils circulent du lundi au samedi de 8h30 à 12h30 et de 13h30 à 18h30.
| Ligne  | Caractéristiques | Caractéristiques | Caractéristiques | Caractéristiques | Caractéristiques | Caractéristiques | Caractéristiques | Caractéristiques | Caractéristiques |
| Zone 1 | (TAD Zonal) Gare de Montauban-Ville-Bourbon ⥋ Montauban Villebourbon, Albasud, Pouty, Bressols | (TAD Zonal) Gare de Montauban-Ville-Bourbon ⥋ Montauban Villebourbon, Albasud, Pouty, Bressols                                | (TAD Zonal) Gare de Montauban-Ville-Bourbon ⥋ Montauban Villebourbon, Albasud, Pouty, Bressols                                | (TAD Zonal) Gare de Montauban-Ville-Bourbon ⥋ Montauban Villebourbon, Albasud, Pouty, Bressols                                | (TAD Zonal) Gare de Montauban-Ville-Bourbon ⥋ Montauban Villebourbon, Albasud, Pouty, Bressols                                | (TAD Zonal) Gare de Montauban-Ville-Bourbon ⥋ Montauban Villebourbon, Albasud, Pouty, Bressols                                | (TAD Zonal) Gare de Montauban-Ville-Bourbon ⥋ Montauban Villebourbon, Albasud, Pouty, Bressols                                | (TAD Zonal) Gare de Montauban-Ville-Bourbon ⥋ Montauban Villebourbon, Albasud, Pouty, Bressols                                | (TAD Zonal) Gare de Montauban-Ville-Bourbon ⥋ Montauban Villebourbon, Albasud, Pouty, Bressols                                |
| ------ | --- | --- | --- | --- | --- | --- | --- | --- | --- |
| Zone 1 | Ouverture / Fermeture 3 septembre 2018 / — | Longueur — | Durée — | Nb. d’arrêts 34 | Matériel — | Jours de fonctionnement L, Ma, Me, J, V, S                                                                                    | Jour / Soir / Nuit / Fêtes O / N / N / N                                                                                      | Voy. / an — | Dépôt — |
| Zone 1 | Desserte : - Ville et lieux desservis : Montauban (Villebourbon, Bordebasse, Port Canal, Ecole Gasseras, Verlhaguet), Bressols (Crouzailles, Brial, Pérayrols). - Gare desservie : Gare de Montauban-Ville-Bourbon. | | | | | | | | |
| Zone 1 | Autre : - Amplitudes horaires : La ligne circule du lundi au samedi de 8h30 à 12h30 et de 13h30 à 18h30. - Fréquence de passage : La ligne passe selon les réservations des clients : l'attente est donc généralement courte. - Particularités : Ligne circulant uniquement sous réservation. - Date de dernière mise à jour : 7 octobre 2018.  | | | | | | | | |
| Zone 1 | Dernière actualisation : — | | | | | | | | |
| Zone 2 | (TAD Zonal) Gare de Montauban-Ville-Bourbon ⥋ Montauban Mataly, Nivelle, Montbeton, Lacourt-Saint-Pierre, Albefeuille-Lagarde | (TAD Zonal) Gare de Montauban-Ville-Bourbon ⥋ Montauban Mataly, Nivelle, Montbeton, Lacourt-Saint-Pierre, Albefeuille-Lagarde | (TAD Zonal) Gare de Montauban-Ville-Bourbon ⥋ Montauban Mataly, Nivelle, Montbeton, Lacourt-Saint-Pierre, Albefeuille-Lagarde | (TAD Zonal) Gare de Montauban-Ville-Bourbon ⥋ Montauban Mataly, Nivelle, Montbeton, Lacourt-Saint-Pierre, Albefeuille-Lagarde | (TAD Zonal) Gare de Montauban-Ville-Bourbon ⥋ Montauban Mataly, Nivelle, Montbeton, Lacourt-Saint-Pierre, Albefeuille-Lagarde | (TAD Zonal) Gare de Montauban-Ville-Bourbon ⥋ Montauban Mataly, Nivelle, Montbeton, Lacourt-Saint-Pierre, Albefeuille-Lagarde | (TAD Zonal) Gare de Montauban-Ville-Bourbon ⥋ Montauban Mataly, Nivelle, Montbeton, Lacourt-Saint-Pierre, Albefeuille-Lagarde | (TAD Zonal) Gare de Montauban-Ville-Bourbon ⥋ Montauban Mataly, Nivelle, Montbeton, Lacourt-Saint-Pierre, Albefeuille-Lagarde | (TAD Zonal) Gare de Montauban-Ville-Bourbon ⥋ Montauban Mataly, Nivelle, Montbeton, Lacourt-Saint-Pierre, Albefeuille-Lagarde |
| Zone 2 | Ouverture / Fermeture 3 septembre 2018 / — | Longueur — | Durée — | Nb. d’arrêts 25 | Matériel — | Jours de fonctionnement L, Ma, Me, J, V, S                                                                                    | Jour / Soir / Nuit / Fêtes O / N / N / N                                                                                      | Voy. / an — | Dépôt — |
| Zone 2 | Desserte : - Villes et lieux desservis : Montauban (Mataly, Nivelle), Montbeton (Terrain militaire, Coulanques, Croix de Séguad, Route d'Escatalens, La Garenne), Lacourt-Saint-Pierre (Marroniers, Talicous), Albefeuille-Lagarde (Centre-Ville, Les Caussades, Pommeraie). - Gare desservie : Gare de Montauban-Ville-Bourbon.                | | | | | | | | |
| Zone 2 | Autre : - Amplitudes horaires : La ligne circule du lundi au samedi de 8h30 à 12h30 et de 13h30 à 18h30. - Fréquence de passage : La ligne passe selon les réservations des clients : l'attente est donc généralement courte. - Particularités : Ligne circulant uniquement sous réservation. - Date de dernière mise à jour : 7 octobre 2018.  | | | | | | | | |
| Zone 2 | Dernière actualisation : — | | | | | | | | |
| Zone 3 | (TAD Zonal) Montauban Hôpital ⥋ Montauban Saint-Hilaire, Crabatous, Villemade, Lamothe-Capdeville | (TAD Zonal) Montauban Hôpital ⥋ Montauban Saint-Hilaire, Crabatous, Villemade, Lamothe-Capdeville                             | (TAD Zonal) Montauban Hôpital ⥋ Montauban Saint-Hilaire, Crabatous, Villemade, Lamothe-Capdeville                             | (TAD Zonal) Montauban Hôpital ⥋ Montauban Saint-Hilaire, Crabatous, Villemade, Lamothe-Capdeville                             | (TAD Zonal) Montauban Hôpital ⥋ Montauban Saint-Hilaire, Crabatous, Villemade, Lamothe-Capdeville                             | (TAD Zonal) Montauban Hôpital ⥋ Montauban Saint-Hilaire, Crabatous, Villemade, Lamothe-Capdeville                             | (TAD Zonal) Montauban Hôpital ⥋ Montauban Saint-Hilaire, Crabatous, Villemade, Lamothe-Capdeville                             | (TAD Zonal) Montauban Hôpital ⥋ Montauban Saint-Hilaire, Crabatous, Villemade, Lamothe-Capdeville                             | (TAD Zonal) Montauban Hôpital ⥋ Montauban Saint-Hilaire, Crabatous, Villemade, Lamothe-Capdeville                             |
| Zone 3 | Ouverture / Fermeture 3 septembre 2018 / — | Longueur — | Durée — | Nb. d’arrêts 29 | Matériel — | Jours de fonctionnement L, Ma, Me, J, V, S                                                                                    | Jour / Soir / Nuit / Fêtes O / N / N / N                                                                                      | Voy. / an — | Dépôt — |
| Zone 3 | Desserte : - Villes et lieux desservis : Montauban (Saint-Hilaire, Crabatous, Avenue de Bordeaux, Falguières, Nauze), Villemade (Centre-Ville, Chemin du Lestang), Lamothe-Capdeville (Centre-Ville, Salle des Fêtes, Côte de Mirabel, Cos). | | | | | | | | |
| Zone 3 | Autre : - Amplitudes horaires : La ligne circule du lundi au samedi de 8h30 à 12h30 et de 13h30 à 18h30. - Fréquence de passage : La ligne passe selon les réservations des clients : l'attente est donc généralement courte. - Particularités : Ligne circulant uniquement sous réservation. - Date de dernière mise à jour : 13 octobre 2018. | | | | | | | | |
| Zone 3 | Dernière actualisation : — | | | | | | | | |
| Zone 4 | (TAD Zonal) Montauban Pôle Solidarité ou Les Floralies ⥋ Montauban Le Carreyrat, Saint-Martial, Le Ramier, Saint-Nauphary | (TAD Zonal) Montauban Pôle Solidarité ou Les Floralies ⥋ Montauban Le Carreyrat, Saint-Martial, Le Ramier, Saint-Nauphary     | (TAD Zonal) Montauban Pôle Solidarité ou Les Floralies ⥋ Montauban Le Carreyrat, Saint-Martial, Le Ramier, Saint-Nauphary     | (TAD Zonal) Montauban Pôle Solidarité ou Les Floralies ⥋ Montauban Le Carreyrat, Saint-Martial, Le Ramier, Saint-Nauphary     | (TAD Zonal) Montauban Pôle Solidarité ou Les Floralies ⥋ Montauban Le Carreyrat, Saint-Martial, Le Ramier, Saint-Nauphary     | (TAD Zonal) Montauban Pôle Solidarité ou Les Floralies ⥋ Montauban Le Carreyrat, Saint-Martial, Le Ramier, Saint-Nauphary     | (TAD Zonal) Montauban Pôle Solidarité ou Les Floralies ⥋ Montauban Le Carreyrat, Saint-Martial, Le Ramier, Saint-Nauphary     | (TAD Zonal) Montauban Pôle Solidarité ou Les Floralies ⥋ Montauban Le Carreyrat, Saint-Martial, Le Ramier, Saint-Nauphary     | (TAD Zonal) Montauban Pôle Solidarité ou Les Floralies ⥋ Montauban Le Carreyrat, Saint-Martial, Le Ramier, Saint-Nauphary     |
| Zone 4 | Ouverture / Fermeture 3 septembre 2018 / — | Longueur — | Durée — | Nb. d’arrêts 25 | Matériel — | Jours de fonctionnement L, Ma, Me, J, V, S                                                                                    | Jour / Soir / Nuit / Fêtes O / N / N / N                                                                                      | Voy. / an — | Dépôt — |
| Zone 4 | Desserte : - Villes et lieux desservis : Montauban (Saint-Martial, Font de Mary, Canteloube, Le Pio, Le Carreyrat, Le Ramier, Route de Saint-Antonin), Saint-Nauphary (Centre-Ville, Caprais, Charros). | | | | | | | | |
| Zone 4 | Autre : - Amplitudes horaires : La ligne circule du lundi au samedi de 8h30 à 12h30 et de 13h30 à 18h30. - Fréquence de passage : La ligne passe selon les réservations des clients : l'attente est donc généralement courte. - Particularités : Ligne circulant uniquement sous réservation. - Date de dernière mise à jour : 13 octobre 2018. | | | | | | | | |
| Zone 4 | Dernière actualisation : — | | | | | | | | |
| Zone 5 | (TAD Zonal) Montauban Bagatelle ⥋ Montauban Le Fau, Pech Boyer, Corbarieu, Reyniès | (TAD Zonal) Montauban Bagatelle ⥋ Montauban Le Fau, Pech Boyer, Corbarieu, Reyniès                                            | (TAD Zonal) Montauban Bagatelle ⥋ Montauban Le Fau, Pech Boyer, Corbarieu, Reyniès                                            | (TAD Zonal) Montauban Bagatelle ⥋ Montauban Le Fau, Pech Boyer, Corbarieu, Reyniès                                            | (TAD Zonal) Montauban Bagatelle ⥋ Montauban Le Fau, Pech Boyer, Corbarieu, Reyniès                                            | (TAD Zonal) Montauban Bagatelle ⥋ Montauban Le Fau, Pech Boyer, Corbarieu, Reyniès                                            | (TAD Zonal) Montauban Bagatelle ⥋ Montauban Le Fau, Pech Boyer, Corbarieu, Reyniès                                            | (TAD Zonal) Montauban Bagatelle ⥋ Montauban Le Fau, Pech Boyer, Corbarieu, Reyniès                                            | (TAD Zonal) Montauban Bagatelle ⥋ Montauban Le Fau, Pech Boyer, Corbarieu, Reyniès                                            |
| Zone 5 | Ouverture / Fermeture 3 septembre 2018 / — | Longueur — | Durée — | Nb. d’arrêts 22 | Matériel — | Jours de fonctionnement L, Ma, Me, J, V, S                                                                                    | Jour / Soir / Nuit / Fêtes O / N / N / N                                                                                      | Voy. / an — | Dépôt — |
| Zone 5 | Desserte : - Villes et lieux desservis : Montauban (Le Fau, Pech Boyer), Corbarieu (Centre-Ville, Foumezous, Margat, Carretou), Reyniès (Centre Bourg, Moulis, Saint-Martin, Bardougne). | | | | | | | | |
| Zone 5 | Autre : - Amplitudes horaires : La ligne circule du lundi au samedi de 8h30 à 12h30 et de 13h30 à 18h30. - Fréquence de passage : La ligne passe selon les réservations des clients : l'attente est donc généralement courte. - Particularités : Ligne circulant uniquement sous réservation. - Date de dernière mise à jour : 13 octobre 2018. | | | | | | | | |
| Zone 5 | Dernière actualisation : — | | | | | | | | |

## Pôles d'échanges
Le réseau des Transports Montalbanais compte de nombreux pôles d'échanges, permettant des correspondances entre les lignes. Les principaux pôles d'échanges sont :
| Nom               | Lignes urbaines | Lignes périurbaines + TAD     | Autres                                        |
| ----------------- | --------------- | ----------------------------- | --------------------------------------------- |
| Prax-Paris        | 1 3 4 5 7 9     |                               |                                               |
| Gare de Montauban | 1 3 4 6         | TAD Zone 1 TAD Zone 2         | TER Occitanie Lignes intermodales d'Occitanie |
| La Fobio          | 1 6 8           | 31 32 33 34 41 42 43 44 45 46 | Lignes scolaires régionales (liO) Navettes    |
| Jean-Jaurès       | 1 3 6           | 21 22 23 24 25 26 27 28       |                                               |